# DxT Campeón
DXT Campeón, subtitulat com "Primer Diario Deportivo de Galicia", és un diari esportiu gallec, fundat per Ángel Hervada i Bieito Rubido. El primer número salió va sortir al carrer el 19 de desembre de 1995.
Forma part del grupo Editorial La Capital, que engloba, entre d'altres, els diarios El Ideal Gallego, Diario de Ferrol, Diario de Bergantiños o Diario de Arousa. Té la seva redacció al polígon de Pocomaco, a Mesoiro (la Corunya).
Després de diversos intents de convertir-se en el diari esportiu de referència a Galícia (amb redaccions a Vigo i Santiago de Compostel·la i corresponsals a Ferrol, Lugo, Pontevedra, Ourense, Madrid i Barcelona), actualment se centra en l'esport de la comarca de la Corunya i, per extensió, de tota la província.